# Société Nationale de Radiodiffusion et de Télévision
Société Nationale de Radiodiffusion et de Télévision (arab. الشركة الوطنية للإذاعة والتلفزة), zkráceně SNRT, je veřejnoprávní vysílatel Maroka.

## Historie
Vysílání bylo zahájeno 15. února 1928 pod názvem Radio Maroc, Radiodiffusion Marocaine (RM) a od roku 1961 vysílala jako Radiodiffusion-Télévsision Marocaine (RTM). V roce 1954 zahájila černobílé vysílání.
Radio Maroc byla jedním ze zakládajících členů Evropské vysílací unie v roce 1950 a aktivním členem byla do 1. ledna 1961, kdy Radiodiffusion-Télévsision Marocaine (RTM) změnila status na přidruženého člena. V roce 1969 byla následně přijata jako aktivní člen.

## Kanály

### Televize
- Al Aoula (SNRT 1) poskytuje zábavu a nabízí informace.
- Laayoune TV (SNRT 1) je informační kanál pro země Maghrebu.
- Arryadia (SNRT 3) je kanál zaměřený na sport.
- Arrabia (SNRT 4) se soustředí na kulturní filmy a dokumenty.
- Al Maghribia (SNRT 5) je satelitní kanál určený pro Maročany žijící v zahraničí.
- Assadissa (SNRT 6) je islámský náboženský kanál.
- Aflam TV (SNRT 7) se zaměřuje na filmy a seriály.
- Tamazight TV (SNRT 8) je kanál vysílací v berberštině.

### Rozhlas
- Chaîne Nationale je všeobecný kanál.
- Rabat Chaîne Inter se zaměřuje na mladé diváky, a to zejména ve městech.
- Chaîne Amazigh je ekonomický a kulturní kanál,
- Chaîne Mohammed VI je islámský náboženský kanál.
- Radio FM Casablanca je regionální kanál.